# Scrophularieae
Scrophularieae, tribus iz porodice strupnikovki (Scrophulariaceae). Opisan je u Fl. Belg. 35. 1827. sastoji se od pet rodova, a tipični je strupnik (Scrophularia) sa vrstom Scrophularia nodosa L..

## Opis
Scrophularieae Dumort (= Verbasceae Dumort.) jedan je od tribusa porodice Scrophulariaceaes. str., koji je član klade lamiida (Olmstead et al. 2001, Filogenija grupe angiosperma IV 2016). Osim Scrophularieae, Scrophulariaceae se sastoji i od plemena Aptosimeae, Buddlejeae, Hemimerideae, Leucophylleae, Limoselleae, Myoporeae i Teedieae (Oxelman et al. 2005, Angiosperm Phylogeny Group IV 2016). Iako su odnosi među tim grupama prilično dobro utvrđeni, odnosi unutar plemena su sukobljeni na temelju postojeće molekularne filogenije (Tank et al. 2006).
Vrste Scrophularieae su višegodišnje do jednogodišnje zeljaste biljke, s ružičastom ili izduženom stabljikom, cimoznim cvatovima, sintekuzanterima, glavičastim do spljoštenom ili sitno dvostrukom (Antherothamnus) stigmom, septicidnom čahurom i perastim do nepodijeljenim listovima različitih oblika. Većina Scrophulariaceae pokazuje radijalnu simetriju vjenčića; no Scrophularia je najznačajnija iznimka unutar ove porodice sa svojim dvousnim vjenčićem (Kadereit 2004).
Monofilija tradicionalnih Scrophulariaceae, definirana morfološkim karakteristikama, nije podržana radovima Olmstead & Reeves (1995) i Olmstead et al. (2001). Olmstead & Reeves (1995) promijenili su cirkumskripciju Scrophulariaceae i pronašli dvije različite klade nazvane 'scroph I' i 'scroph II'. Clade 'scroph I,' koji sadrži tipski rod Scrophularia L. i nekoliko drugih rodova, npr. Verbascum L. i označen je kao Scrophulariaceae str. Olmstead et al. (2001), dok je kladus Scroph II ekvivalent tradicionalnim Plantaginaceae. Daljnje studije molekularne filogenetike o razgraničenju Scrophulariaceae (npr. Oxelman et al. 1999, 2005, Rahmanzadeh et al. 2005, Albachet et al. 2005) pokazale su obrazac koji su prepoznali Olmstead & Reeves (1995) i Olmstead et al. (2001).
Pleme Scrophularieae, s više od 570 vrsta (Fischer 2004, Mabberley 2008) velika je skupina koja se javlja diljem holarktičkih regija svijeta (Hong 1983). Oxelman et al. (2005) na temelju molekularnih studija predložio je novu klasifikaciju za Scrophulariaceae koja je prenijela Antherothamnus N.E.Br., Nathaliella B.Fedtsch., Oreosolen Hook.f., Rhabdotosperma (Murb.) Hartl, Scrophularia i Verbascum u jedno pleme nazvano Scrophularieae, iako snažna sinapomorfija za pleme nije lako vidljiva. Ove taksone, za razliku od većine drugih loza u Scrophulariaceae, pretežno su rasprostranjene u sjevernoj umjerenoj zoni: Antherothamnus (A. pearsonii), monotip i porijeklom iz Afrike; Nathaliella (N. alaica) monotipna i ograničena na Kirgistan i zapadnu Kinu, Oreosolen, porijeklom iz sjeverne Himalaje i Tibeta s jednom vrstom, Rhabdotosperma sa šest vrsta u tropskoj istočnoj Africi; Scrophularia s 270 postojećih vrsta koncentriranih u Aziji i Europi sa samo nekoliko vrsta u Sjevernoj Americi; Verbascum s 360 vrsta u sjevernoj Africi, Europi i dijelovima Azije (Hassler 2017, Tank et al. 2006, Mabberley 2008).
S obzirom na činjenicu da su Scrophularia i Verbascum s više od 630 vrsta najčešći i najzastupljeniji rodovi u tribusu Scrophularieae, ovi su rodovi bili predmet nekih filogenetskih studija, a drugi mali rodovi ovog tribusa često su zanemareni od strane istraživača u filogenetskim studijama Scrophularieae (Attar et al. 2011, Scheunert & Heubl 2011, 2014, 2017, Ghahremaninejad et al. 2015, Sotoodeh 2015, Scheunert & Heubl 2016, Valtueña et al. 2016, 2017).
Rezultati analiza Istraživanja o filogenetskim odnosima unutar Scrophularieae (2011. – 2017.) doveli su do sljedećih zaključaka:
1. Vrste Scrophularia prošle su kroz jedan ili više miocenskih migracijskih događaja koji su se dogodili od istočne Azije do Sjeverne Amerike s naknadnim dugim širenjem i diverzifikacijom u tri glavna smjera.
2. Može doći do alopoliploidne i aneuploidne hibridne specijacije između vrsta Scrophularia, tako da hibridizacija i poliploidija imaju važnu ulogu u povijesti diverzifikacije.
3. Čini se da je tip predaka staminoda za rod Scrophularia veliki staminodij.
4. Monofilija roda Verbascum u odnosu na rod Scrophularia snažno je podržana.[2]

## Rodovi
1. Verbascum L. (462 spp.)
2. Rhabdotosperma Hartl (6 spp.)
3. Nathaliella B.Fedtsch. (1 sp.)
4. Scrophularia L. (292 spp.)
5. Antherothamnus N.E.Br. (1 sp.)